# 5096 Luzin
Az 5096 Luzin (ideiglenes jelöléssel 1983 RC5) a Naprendszer kisbolygóövében található aszteroida. Ljudmilla Vasziljevna Zsuravljova fedezte fel 1983. szeptember 5-én.